# Karl Franz Ferdinand Torresani
Karl Franz Ferdinand Torresani von Lanzenfeld di Camponero, född den 19 april 1846 i Milano, död den 12 april 1907 vid Gardasjön, var en österrikisk friherre och författare.
Torresani skrev friska och vederhäftiga berättelser från officerslivet (Aus der schönen wilden Leutnantszeit, 1889; 5:e upplagan 1904) med mera. Gesammelte Schriften började ges ut 1907.

## Fotnoter
1. ↑  Deutsche Biographie, Bayerische Staatsbibliothek och Historische Kommission bei der Bayerischen Akademie der Wissenschaften, Deutsche Biographie-ID: 127610944.[källa från Wikidata]